# 부의 복음
《부의 복음》은 1889년 앤드루 카네기에 의해 쓰여진 책이다.

## 내용
이 책은 자수성가한 상위층에 의한 박애의 책임을 묘사하고 있다. 카네기는 부의 불평등이라는 새로운 현상을 다루는 가장 좋은 방법이 부가 책임감 있고 사려깊은 태도로서 그들의 과잉된 부를 재분배라는 것이라고 제안했다. 이러한 접근은 부가 그들의 상속자에게 전달되는 전통적인 유산과는 정반대되는 접근이다. 카네기는 과잉된 재산은 조심스럽게 관리될 때, 가장 유용하게 쓰일 수 있다고 주장했다. 카네기는 또한 낭비, 무책임한 소비, 사치에 의해 쓰여지는 버려지는 돈들에 반대했고, 그 대신 부자와 가난한 사람 사이의 계층을 줄이는 요인들에 대해 개인의 삶 속에 재산을 관리하는 것이 중요하다고 말했다. 결과적으로, 재산은 부자들이 가치없고 나태하고 술 마시는 것들을 장려하는 것이 아니라, 책임감이 있도록 만든다.

## 같이 보기
- 효과적 이타주의
- 더기빙플레지
- 앤드루 카네기